# Eggelsberg
Eggelsberg är en köpingskommun i distriktet Braunau am Inn i förbundslandet Oberösterreich i Österrike. Kommunen har 2 941 invånare (2024).
En av sevärdheterna i Eggelsberg är Schloss Ibm.

## Orter
Kommunen består av 28 orter (Ortschaften) (inom parentes invånarantal 1 januari 2024):

- Arnstetten (39)
- Autmannsdorf (72)
- Beckenberg (31)
- Bergstetten (84)
- Eggelsberg (1 117)
- Großschäding (33)
- Gundertshausen (264)
- Haselreith (37)
- Hehenberg (16)
- Heimhausen (94)
- Hitzging (13)
- Hötzenau (2)
- Ibm (516)
- Kleinschäding (51)
- Meindlsberg (6)
- Miesling (9)
- Oberhaslach (11)
- Oberhaunsberg (24)
- Pippmannsberg (55)
- Revier Eggelsberg (75)
- Revier Gundertshausen (127)
- Revier Heimhausen (57)
- Trametshausen (70)
- Untergrub (6)
- Unterhaunsberg (42)
- Wannersdorf (63)
- Weilbuch (14)
- Weinberg (13)